# Hirmis Abouna
Hermis Aboona ou Hirmis Abouna (né en 1940 et mort le 19 avril 2009) est un historien assyrien originaire d'Irak.

## Biographie
Hirmis Abouna naît en 1940 à Alqosh, fils de Mouché Abouna et de Maryam Asmar. Après avoir terminé l'école élémentaire dans sa ville natale, il déménage avec sa famille à Bagdad en 1952. Plus tard, il s'inscrit à la faculté de Droit de l'université de Bagdad dont il sort diplômé en 1963. Il travaille dans différentes institutions gouvernementales et épouse Nani Isa Rachchou dont il a quatre enfants. Il s'installe avec sa famille à Londres en 1982 et s'inscrit à l'université d'Exeter, où il obtient un doctorat (Ph.D.) en histoire grâce à sa thèse intitulée The Assyrian independent tribes in Tyari and Hakkari and their relationship with the Kurds and Turks.
En 1988, Hirmis Abouna et sa famille émigrent au Canada à Toronto, où il réside jusqu'à sa mort due à une crise cardiaque, le 19 avril 2009.

## Œuvres
Hirmis Abouna consacre plusieurs années à la rédaction de son ouvrage en douze volumes The Assyrian After the Fall of Nineveh (Les Assyriens après la chute de Ninive). Il prend part à de nombreuses conférences au sujet de l'Assyrie en Amérique du Nord, en Europe et en Australie. Il enseigne dans plusieurs universités, dont l'université de Sydney, l'université de Cambridge, et d'autres en Syrie et au Liban.

### Les Assyriens après la chute de Ninive
Son ouvrage le plus fameux couvre l'histoire des Assyriens, de la chute de Ninive en 612 av. J.-C., jusqu'au début du XXIe siècle. Il comprend douze volumes, dont certains ne sont pas encore publiés. Ce sont :
- I. From the Fall of Nineveh to the Arrival of Christianity
- II. The Assyrians and Christianity
- III. The Assyrians During the Arab Islamic Rule
- IV. Part 1 - The Assyrians Under the Mongol Rule

Part 2 - The History of the Kurdish Settlement in Assyria
- V. Independent Assyrian Tribes in Tiyare and Hakkari and the Surrounding Assyrian Regions
- VI. The Massacres of Bedr Khan Beg in Tiyare and Hakkari 1843-1846
- VII. Persecution of the Assyrians, Chaldeans and Syriacs in the 19th Century
- VIII. Uncovered Pages in the History of the Chaldean Church
- IX. Assyrians Before and After WWI
- X. Assyrians and the Mosul Problem
- XI. Assyrians, Chaldeans and Syriacs, "One Nation with Multiple Names"
- XII. Assyrians and the Contemporary Political Movement